# 父島近海地震
父島近海地震（ちちじまきんかいじしん)は、2010年12月22日2時20分に発生した地震である。

## 概要
小笠原諸島父島の東約170km付近、深さ8kmを震源として発生した。地震の規模を示すマグニチュードはMj（気象庁マグニチュード）で7.4あるいは7.8、Mw（モーメントマグニチュード）で7.3〜7.4と推定される。Mj7.8（Mj7.4）という規模は、周辺の深さ0km〜200kmで起きた地震としては1923年以降で最も規模が大きい。東京都小笠原村で最大震度4を観測したほか、岩手県と関東地方から沖縄地方にかけて津波を観測した。

### メカニズム
この地震の発震機構は西北西から東南東走向で北東-南西方向に張力軸を持つ右横ずれ成分含む正断層型で、伊豆・小笠原海溝海溝軸東側の太平洋プレート内部で発生した海洋プレート内地震である。（昭和三陸地震のようなアウターライズ地震ではなくプレート形成時にできた断裂帯が正断層型として発生したと見られる。）地震の揺れから求めるMjは7.8であり、気象庁によるCMT解析のMwは7.3、遠地実体波解析のMwは7.4と気象庁マグニチュードよりも小さかった。アメリカ地質調査所によるW-phase解析のMwは7.3、CMT解析のMwは7.4であった。
また、GPS観測の結果、この地震によって父島で西南に1.4cm、母島で西南に1.7cmの地殻変動が観測された。
この地震の震央付近は地震活動が活発で、伊豆・小笠原海溝の東側では南北方向〜北東-南西方向に張力軸を持つ型、伊豆・小笠原海溝の西側では東西方向に圧縮軸を持つ逆断層型の地震が多く発生している。

## 震度
震度2以上を観測した地点は次の通り。
| 震度 | 都道府県 | 観測点名 |
| ---- | -------- | --- |
| 4    | 東京都   | 小笠原村父島西町・小笠原村父島三日月山・小笠原村母島 |
| 2    | 岩手県   | 矢巾町南矢幅 |
| 2    | 宮城県   | 栗原市金成・登米市南方町・登米市迫町・宮城美里町木間塚・大崎市古川三日町・角田市角田・岩沼市桜・蔵王町円田・大河原町新南・丸森町鳥屋・石巻市門脇・石巻市桃生町                                                                                            |
| 2    | 山形県   | 中山町長崎 |
| 2    | 福島県   | 福島市松木町・福島市桜木町・福島市五老内町・郡山市朝日・郡山市湖南町・白河市東・二本松市針道・国見町藤田・川俣町五百田・泉崎村泉崎・玉川村小高 田村市大越町・田村市滝根町・双葉町新山・浪江町幾世橋・南相馬市小高区・猪苗代町千代田・会津坂下町市中三番甲 |
| 2    | 茨城県   | 常陸太田市金井町・笠間市中央・常総市新石下・つくばみらい市福田・つくばみらい市加藤 |
| 2    | 栃木県   | 岩舟町岩舟町静・高根沢町石末 |
| 2    | 埼玉県   | 加須市大利根・鴻巣市吹上富士見・久喜市青葉・久喜市栗橋・春日部市谷原新田・幸手市東・川島町平沼・宮代町笠原・さいたま大宮区天沼町 |
| 2    | 千葉県   | 千葉中央区都町・市原市姉崎・浦安市猫実・鴨川市横渚・鋸南町下佐久間 |
| 2    | 東京都   | 東京千代田区大手町・国分寺市本多 |
| 2    | 神奈川県 | 横浜神奈川区神大寺・西区みなとみらい・横浜西区浜松町・横浜中区山手町・横浜中区山下町・横浜中区山吹町・横浜中区日本大通・横浜南区別所・横浜保土ケ谷区上菅田町・横浜港北区日吉本町・川崎川崎区宮前町・川崎川崎区千鳥町・厚木市中町                          |
| 2    | 新潟県   | 南魚沼市六日町 |
| 2    | 山梨県   | 忍野村忍草 |

小笠原村で震度4以上を観測したのは2001年9月13日に父島近海で発生した地震で震度4を観測して以来のことであった。

## 津波
地震発生8分後の12月22日2時28分に、気象庁は津波警報を小笠原諸島に、津波注意報を伊豆諸島、静岡県、愛知県外海、三重県南部、和歌山県、徳島県、高知県、宮崎県、種子島・屋久島地方、奄美諸島・トカラ列島に発表し、地震発生5時間後の7時20分までに全ての津波警報・注意報を解除した。八丈島八重根で0.5m、父島で22cmの津波を観測したほか、東北地方の一部、関東地方南部から沖縄地方にかけての太平洋沿岸でも4cm〜15cmの津波が観測された。津波が予想よりも低かった理由は、モーメントマグニチュードが小さかったためだと考えられている。